# ロリンス公衆衛生大学院
ロリンス公衆衛生大学院（Rollins School of Public Health、RSPH）は、エモリー大学の公衆衛生大学院。アメリカ合衆国ジョージア州アトランタ。1990年設立。
MPH（公衆衛生修士）、MSPH、PhDを授与する。

## 部門
- 行動・社会・健康教育科学（BSHES）
- 生物統計学（BIOS）
- 環境衛生（EH）
- 疫学（EPI）
- グローバル・ヘルス（GH）
- 健康政策・マネジメント（HPM）